# Андон Андонов
Андон Андонов, известен и като поп Антоний, е български духовник и общественик, деец на Вътрешната македонска революционна организация.

## Биография
Роден е в 1912 година в Кукуш, в Османската империя, днес Килкис, в Гърция. Завършва средно образование в Хасково с отличие и след това работи в общината. Влиза в младежката секция на Вътрешната македонска революционна организация и става председател на младежката организация на ВМРО. Завършва духовно училище в Черепишкия манастир и след ръкополагането в свещеничество се установява в село Бряст, Хасковско. Защитава тезата, че македонците са българи. След Деветосептемврийския преврат, на 26 октомври 1944 година е поканен на вечерна сватба в съседно село и по пътя между двете села изчезва безследно.